# علم نفس مجتمعي
نشأ علم النفس المجتمعي في إطار علم النفس الاجتماعي. ويؤكد هذا العلم على القوة الشاملة للبيئات الاجتماعية والمؤسسية والثقافية، بالإضافة إلى تشديده على دراسة الظواهر الاجتماعية وحدها من حيث تأثيرها على أفراد مجتمع معين وتأثرها بهم. وأول من صاغ مصطلح علم النفس المجتمعي هما هيلد هيملفايت وجورج جاسكيل في عام 1990، بدلاً من علم النفس الاجتماعي المجتمعي لتجنب أي ارتباط بفرع معرفي آخر.
تُطرَح فكرة علم النفس المجتمعي كعامل توازن أمام تركيز علم النفس الاجتماعي السائد على دراسة أفكار المرء ومشاعره وأفعاله، مع عدم الانتباه كثيرًا لدراسة البيئة وثقافتها ومؤسساتها. فيتناول علم النفس المجتمعي هذه القضايا، ويقيّم أثناء ذلك الافتراضات الأساسية لعلم النفس الاجتماعي.
والبحث في إطار علم النفس المجتمعي لا يكون قاصرًا على بعض الأساليب النفسية فحسب، وإنما يشمل أيضًا التجارب. فيستخدم الباحثون في هذا المجال مجموعة كاملة من الأساليب العلمية الاجتماعية الكمية والكيفية، ويحاولون وضع قواعد لما يتوصلون إليه من نتائج باتباع هذه الأساليب المختلفة، والتحقق من صحتها. ويعتمد اختيار الأساليب، والتتابع الفعلي لها، على المشكلة المحددة المراد تناولها.
هناك عدد من النظريات تُعَد ذات صلة، بوجه خاص، بعلم النفس المجتمعي، مثل نظريات هنري تايفل حول الهوية الاجتماعية والعلاقات بين الجماعات، ونظريات سيرج ميسكوفيتشي عن نظريات التغيير الاجتماعي، وتأثير الأقلية، ونظرية التمثيلات الاجتماعية، بالإضافة إلى بعض المناهج والأساليب المتبعة في الدراسات الإعلامية وتحليل الخطاب، وغير ذلك من المجالات الأخرى.
يتسم علم النفس المجتمعي بالافتراضات الخمسة عشر الأساسية التالية:
1. ينبغي دراسة الأفراد في سياق ثقافي اجتماعي.
2. لا يمكن فصل الفرد عن الجماعة من الناحية الوجودية.
3. ينبغي دراسة البيئة وخصائصها الموضوعية، جنبًا إلى جنب مع طبيعتها غير المباشرة.
4. يقيم الناس المنظمات الاجتماعية، لكن هذه المنظمات هي التي تُعيد صياغة الناس.
5. لا يقل الابتكار في أهميته عن الاتساق في علاقات النظام الاجتماعي بالبيئة.
6. الهدف من علم النفس المجتمعي هو تطوير نماذج أو أطر مفاهيمية بدلاً من البحث البائس عن قوانين ثابتة.
7. هناك حاجة للتعددية المنهجية والنظرية.
8. هناك حاجة للحفاظ على المنظور التاريخي.
9. تبادل المعرفة والخبرات بين علم النفس المجتمعي وغيره من العلوم الاجتماعية الأخرى أمر لا غنى عنه في إجراء تحليل مناسب للظواهر والأنظمة الاجتماعية.
10. ينبغي أن يكون هناك تبادل للمعرفة والخبرات بين متخصصي علم النفس المجتمعي، وعلم النفس التنموي، وعلم نفس الشخصية.
11. ينبغي، أيضًا، تبادل المعرفة والخبرات بين الأبحاث الأساسية والتطبيقية.
12. يتطلب علم النفس المجتمعي أسلوبًا نظاميًا.
13. تتطلب دراسة أية ظاهرة اجتماعية أسلوبًا متعدد المستويات، سواء المستويات الكبرى أو الصغرى.
14. يلزم علينا قبول فكرة عدم وجود شيء اسمه بحث اجتماعي دون قيم، ودراسة هذه الفكرة.
15. يلزم علينا توسيع نطاق الأدوات البحثية التي نستخدمها.